# Misecznica proszkowata

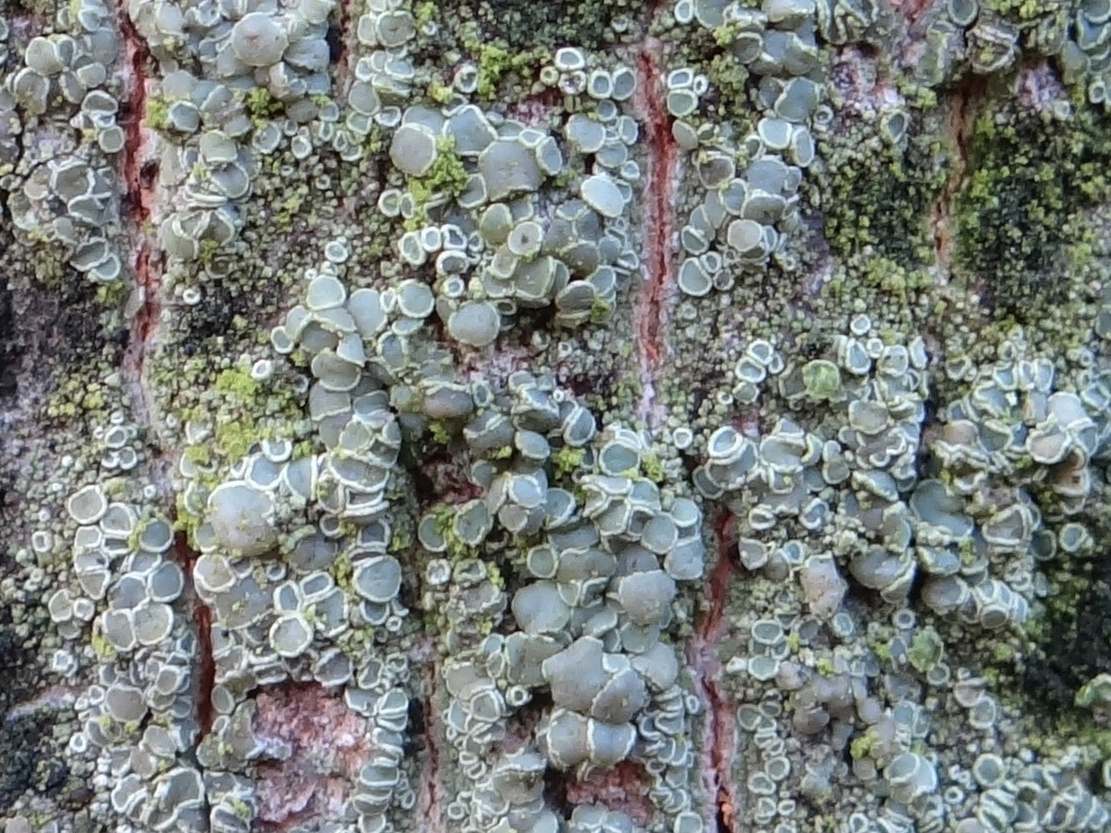

Misecznica proszkowata, misecznica pylasta (Lecanora conizaeoides Nyl. ex Cromb.) – gatunek grzybów z rodziny misecznicowatych (Lecanoraceae). Ze względu na współżycie z glonami zaliczany jest do porostów. 

## Systematyka i nazewnictwo
Pozycja w klasyfikacji według Index Fungorum: Lecanora,  Lecanoraceae, Lecanorales, Lecanoromycetidae, Lecanoromycetes, Pezizomycotina, Ascomycota, Fungi.
Niektóre synonimy nazwy naukowej:
- Lecanora conizaea var. conizaeoides (Nyl. ex Cromb.) A.L. Sm. 1921
- Lecanora farinaria var. conizaeoides (Nyl. ex Cromb.) A.L. Sm. 1918
- Lecanora pityrea Erichsen 1930

Nazwy polskie według Krytycznej listy porostów i grzybów naporostowych Polski. 

## Morfologia
Ma cienką lub grubą plechę skorupiastą. Może ona być gładka, ziarenkowata, proszkowata, pokryta gruzełkami lub brodawkami. Ma barwę szarozieloną, białozielonawą, jasnozieloną, czasami (rzadko) brunatnozieloną. Znajdują się w niej glony protokokkoidalne. Przeważnie licznie występują lekanorowe apotecja, w skupiskach lub w rozproszeniu. Mają średnicę 0,4–1 mm, kształt kolisty lub nieregularnie tępo kanciasty. Brzeżek plechowy jest trwały, tej samej barwy co plecha, cienki lub średnio gruby, gładki lub pokryty urwistkami i często powyginany.
Hymenium ma grubość 45–70 μm i jest bezbarwne. Jednokomórkowe i cienkościenne zarodniki mają rozmiar 10–14 × 4–6 μm, są elipsoidalne i bezbarwne.
Reakcje barwne: Pd+ czerwony, K–. Kwasy porostowe: kwas fumarioprotocetrariowy, kwas usninowy.

## Występowanie i siedlisko
Jest szeroko rozprzestrzeniona w Ameryce Północnej i Europie, poza tymi regionami podano jeszcze jej występowanie w Korei i Australii. Jej zasięg występowania ciągnie się od Meksyku po Arktykę. W Polsce jest pospolita na terenie całego kraju. Rośnie najczęściej na korze drzew, zarówno liściastych, jak i szpilkowych, a także na drewnie.
Jest gatunkiem wskaźnikowym  używanym przy określaniu czystości powietrza (w skali porostowej).